# Daniel Goldston
Daniel Alan Goldston, né le 4 janvier 1954 à Oakland (Californie), est un mathématicien américain spécialiste de théorie analytique des nombres. Il est professeur à l'université d'État de San José.

## Biographie
Goldston obtient son Ph. D. de l'université de Californie à Berkeley, sous la direction de R. Sherman Lehman. Son nombre d'Erdős est 2.
Daniel Goldston est surtout connu pour le résultat suivant, qu'il a démontré en 2005 avec János Pintz et Cem Yıldırım :
où pn désigne le ne nombre premier. Autrement dit, pour tout réel c > 0, il existe une infinité de couples de nombres premiers consécutifs pn et pn+1 dont la distance est inférieure au produit par c de la distance moyenne, dans cette zone, entre deux nombres premiers consécutifs, c'est-à-dire tels que pn+1 – pn < c log pn.
Goldston et Yıldırım annoncent ce résultat en 2003 puis se sont rétractés. Pintz rejoint l'équipe et ils achèvent la preuve en 2005.
En fait, en supposant vraie la conjecture d'Elliott-Halberstam, ils montrent aussi qu'il y a une infinité de couples de nombres premiers consécutifs à distance au plus 16 l'un de l'autre, ce qui est un progrès vers la conjecture des nombres premiers jumeaux.